# Kirsten Gillibrand
Pour les articles homonymes, voir Gillibrand.
Kirsten Elizabeth Gillibrand, née Rutnik le 9 décembre 1966 à Albany (État de New York), est une avocate et femme politique américaine, membre du Parti démocrate et sénatrice de l'État de New York au Congrès des États-Unis depuis 2009.
Elle succède ainsi à Hillary Clinton, devenue secrétaire d'État des États-Unis dans l'administration du président Barack Obama. Elle est auparavant élue du 20e district congressionnel de l'État de New York à la Chambre des représentants des États-Unis à partir de 2007. À 42 ans, Gillibrand devient alors la plus jeune membre du Sénat des États-Unis. Elle se présente aux primaires de son parti pour l'élection présidentielle de 2020 mais se retire de la course avant le début officiel des primaires.

## Biographie

### Carrière et débuts en politique

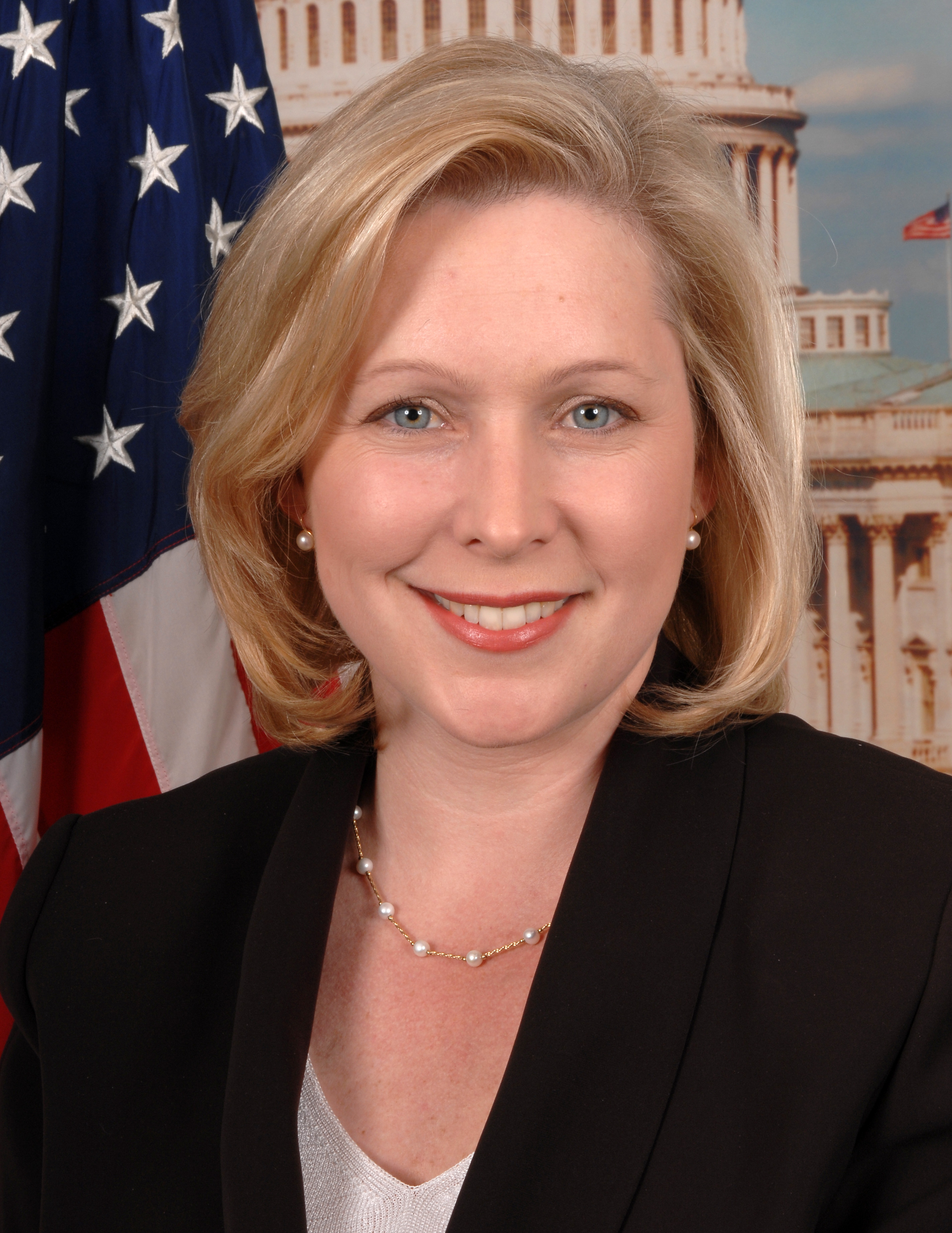
Portrait de Gillibrand à la Chambre des représentants.

Kirsten Gillibrand naît le 9 décembre 1966 à Albany, capitale de l'État de New York. Ses parents sont avocats et son père exerce également comme lobbyiste. Elle a un frère aîné et une sœur ainée. Ses grands maternels sont  Peter et Dorothée Noonan, poids-lourds locaux du parti démocrate. Après une scolarité à l'Emma Willard School, elle est diplômée d'un Bachelor en études asiatiques et en chinois au Dartmouth College puis obtient un Juris Doctor en droit de l'université de Californie à Los Angeles (UCLA) en 1991. Après ses études, elle est en stage auprès du sénateur Alfonse D'Amato. Elle rejoint ensuite un cabinet d'avocats, Davis Polk & Wardwell LLP où elle travaille notamment pour Philip Morris International, ce qui lui sera reproché.Sous l'administration Clinton, elle exerce au sein du département du Logement et du Développement urbain dirigé par Andrew Cuomo avant de retrouver le secteur privé, chez Boies, Schiller & Flexner.
Lors des élections de 2006, elle se présente à la Chambre des représentants des États-Unis. Dans le 20e district de l'État de New York, elle affronte le républicain sortant John E. Sweeney (en), qu'elle attaque pour ses liens avec les lobbys et son soutien à la guerre d'Irak. De son côté, Sweeney critique le parachutage de Gillibrand, qui travaille à Manhattan, et son lobbying passé pour Philip Morris, dont elle reçoit 23 000$ de dons pendant sa campagne. Le représentant sortant est touché par d'autres polémiques, notamment un appel de son épouse au numéro d'urgence 911 pour violences conjugales et la campagne devient selon le National Journal « l'une des plus vilaines » de ces élections. Dans cette circonscription plutôt rurale et conservatrice, où Sweeney avait été réélu avec 66 % des voix en 2004, la démocrate s'impose finalement avec 53,1 % des suffrages. Elle est facilement réélue en 2008 avec 62,1 % des voix, malgré les millions dépensés par son opposant républicain Sandy Treadwell (6,74 millions de dollars contre 4,09 millions pour Gillibrand).

### Sénatrice des États-Unis
Elle soutient Hillary Clinton lors des primaires démocrates pour l'élection présidentielle de 2008. Après l'échec de cette dernière, elle soutient Barack Obama[réf. nécessaire]. Une fois élu président, ce dernier nomme Clinton comme secrétaire d'État des États-Unis, laissant vacant son poste de sénatrice de l'État de New York. Bien qu'elle soit peu connue à l'échelle de l'État, Gillibrand a attiré l'attention des leaders démocrates au Congrès et son nom circule pour remplacer Clinton. Le 23 janvier 2009, le gouverneur de l'État David Paterson décide de nommer Gillibrand comme sénatrice par intérim le temps qu'une élection partielle soit organisée. Ce choix d'une démocrate plutôt conservatrice, notamment sur la question des armes à feu, est critiqué par une partie des élus démocrates plus libéraux de New York. La députée Carolyn McCarthy menace d'ailleurs d'affronter Gillibrand dans une primaire à la prochaine élection. Dans son discours d'investiture, la nouvelle sénatrice déclare que ses principales préoccupations sont l'agriculture, l'éducation, le développement durable, économique et social, la finance, la santé et enfin l'emploi[réf. nécessaire]. Elle est élue de pour un mandat de deux ans lors des élections spéciales du 2 novembre 2010, réunissant 64 % des voix face au républicain Joseph DioGuardi.
Lors des élections sénatoriales de 2012, Gillibrand est candidate à un premier mandat complet. Face à la républicaine Wendy Long, elle rassemble 72 % des suffrages (un record pour une élection sénatoriale dans l'État de New York), et ne concède que deux des 62 comtés de l'État. Elle est réélue sénatrice lors des élections de 2018 avec environ deux tiers des voix. Ne dépensant que peu d'argent dans cette campagne, la presse lui attribue des ambitions présidentielles,.

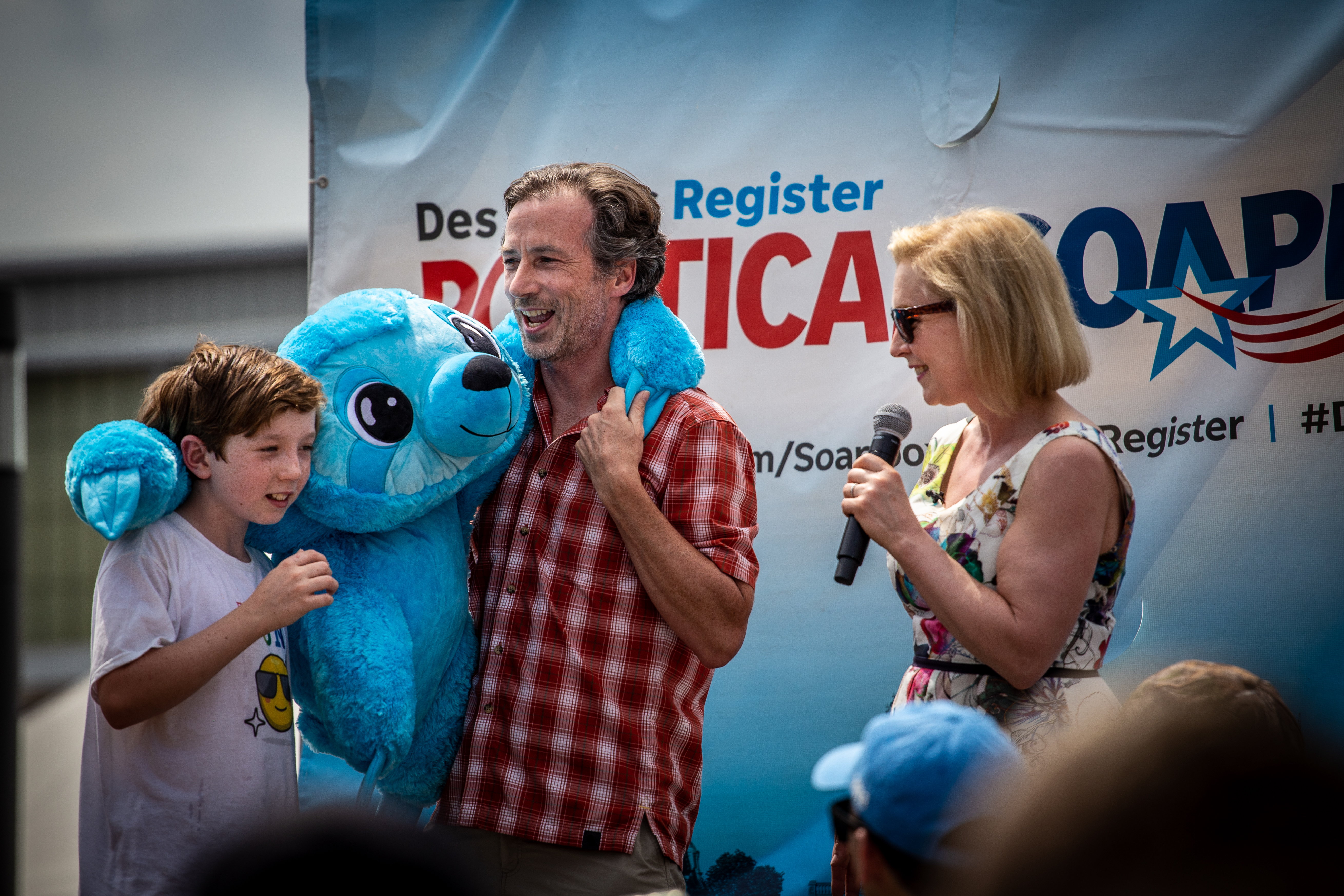
La famille Gillibrand en campagne dans l'Iowa en 2019.

Elle annonce le 15 janvier 2019 être candidate à l'investiture démocrate pour affronter Donald Trump en 2020. Elle fait une campagne orientée sur les droits des femmes et des familles. D'abord vue comme une candidate de premier rang, et malgré les 10 millions de dollars sur son compte de campagne, elle n'arrive pas à se démarquer dans ces primaires comptant un nombre record de candidats. Menacée de ne pas pouvoir participer aux débats de septembre en raison de ses faibles intentions de vote, elle déclare mettre un terme à sa campagne à la fin du mois d'août 2019 précisant : « C'est important de savoir lorsque son heure n'est pas venue » (en anglais : It’s important to know when it’s not your time),. Elle choisit alors de se consacrer à nouveau à son groupe Off The Sidelines, visant à faire élire davantage de femmes en politique.
Elle remporte son troisième mandat complet aux élections sénatoriales de 2024 contre l'homme d'affaires Mike Sapraicone.

### Vie privée
Elle est mariée à Jonathan Gillibrand et est mère de deux enfants prénommés Theodore et Henry.

## Opinions politiques

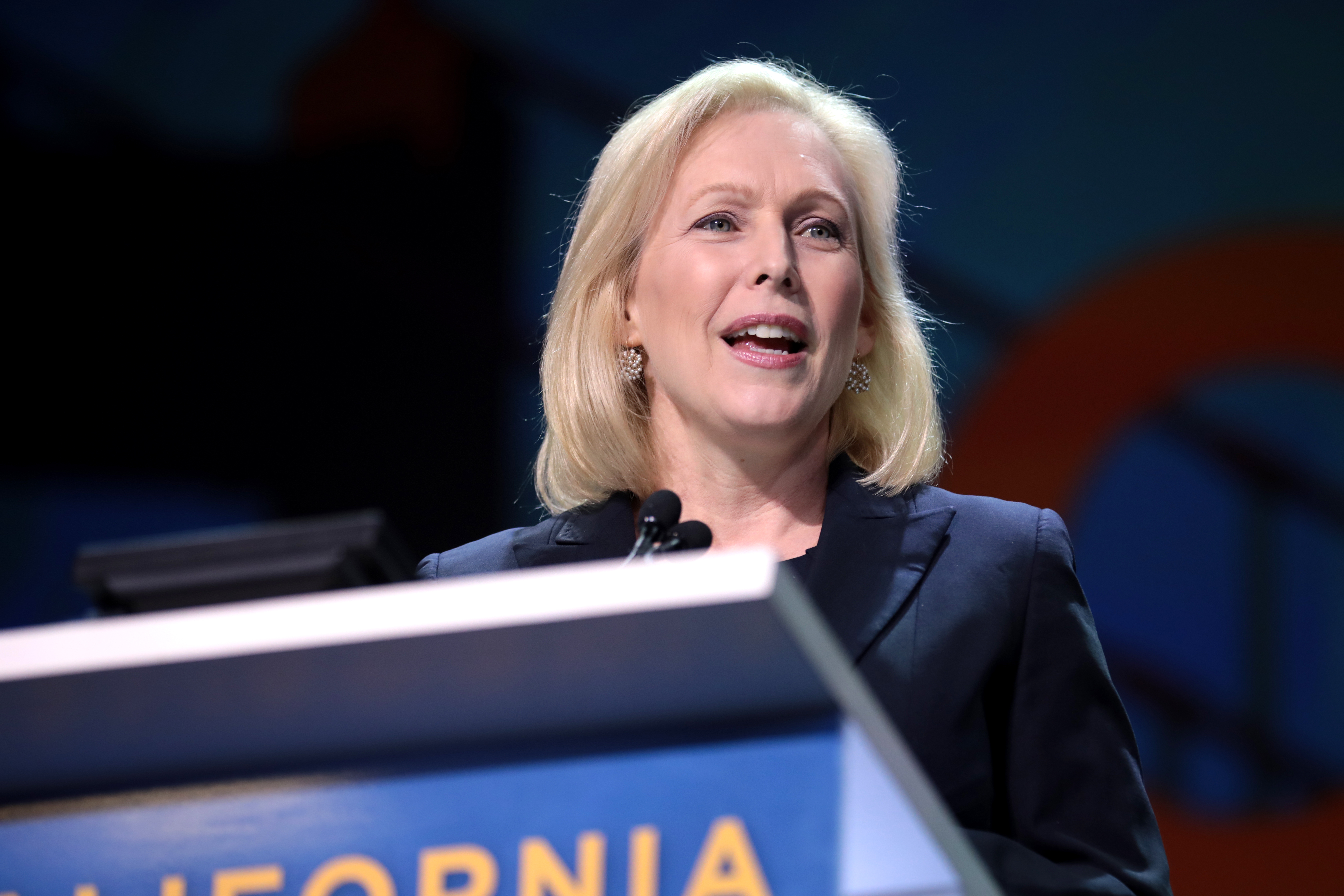
Kirsten Gillibrand à la Convention démocrate de Californie, à San Francisco, en 2019.

Considérée comme une démocrate conservatrice lorsqu'elle siégeait à la Chambre des représentants, Kirsten Gillibrand y est membre de coalition des Blue Dogs. Si Gillibrand est favorable au droit à l'avortement et aux recherches sur les cellules souches, elle est aussi favorable à la liberté du port d'armes et est proche de la National Rifle Association (NRA). Elle est également partisane de faire de l'anglais la langue officielle des États-Unis ainsi que d'une politique restrictive et répressive en matière d'immigration illégale[réf. nécessaire]. 
Concernant les sujets de société, elle se montre favorable aux contrats d'union civiles entre personne de même sexe mais plus réservée sur le mariage homosexuel, votant à plusieurs reprises contre des législations étendant des droits aux couples de même sexe. Durant la crise financière de 2008, elle vote contre le plan Paulson proposé par le secrétaire du Trésor de l'administration Bush. À la suite de sa nomination en 2009, Gillibrand devient l'une des sénatrices les plus progressistes du pays : elle se prononce désormais en faveur du mariage homosexuel, du contrôle des armes à feu et se montre plus ouverte au sujet de l'immigration. Elle est alors accusée de « retourner sa veste » pour être élue dans l'État de New York, plus progressiste que son ancien district rural et conservateur.
En novembre 2017, dans le contexte des révélations qui suivent l'affaire Harvey Weinstein, elle dépose une proposition de loi avec Jackie Speier pour réformer le système de plainte d'agression ou de harcèlement sexuel par des élus du Congrès, jugé jusque-là opaque et défavorable aux victimes présumées. À la même époque, elle est la première élue du Sénat à demander la démission d'Al Franken lorsque celui-ci est accusé par plusieurs femmes de comportements inappropriés ou d'agressions sexuelles. De nombreux appels à la démission suivent et Franken, alors considéré comme un opposant de premier ordre à Donald Trump et une figure de l'aile progressiste du parti, finit par démissionner. Certains électeurs et grands donateurs démocrates reprocheront cette décision à Gillibrand. Pour de nombreux journalistes, cette affaire a participé à l'échec de sa campagne présidentielle en 2020,,,.